# Sommereux
Sommereux est une commune française située dans le département de l'Oise en région Hauts-de-France.

## Géographie

### Description
Village agricole du plateau picard, située à mi-distance de Beauvais et d'Amiens, limitrophe du département de la Somme, sur la route reliant Grandvilliers à Conty.
Le point culminant de la commune au calvaire du lieu-dit le Moulin de Sommereux atteint 186 m. Sept éoliennes sont construites sur le plateau à l'ouest du village.

### Communes limitrophes
|               | Dargies Laverrière | Offoy Thoix Somme               |
| Grandvilliers | Sommereux          | Beaudéduit Le Mesnil-Conteville |
|               | Cempuis Le Hamel   | Conteville                      |

### Hydrographie
La commune est située dans le bassin Artois-Picardie. Elle n'est drainée par aucun cours d'eau.

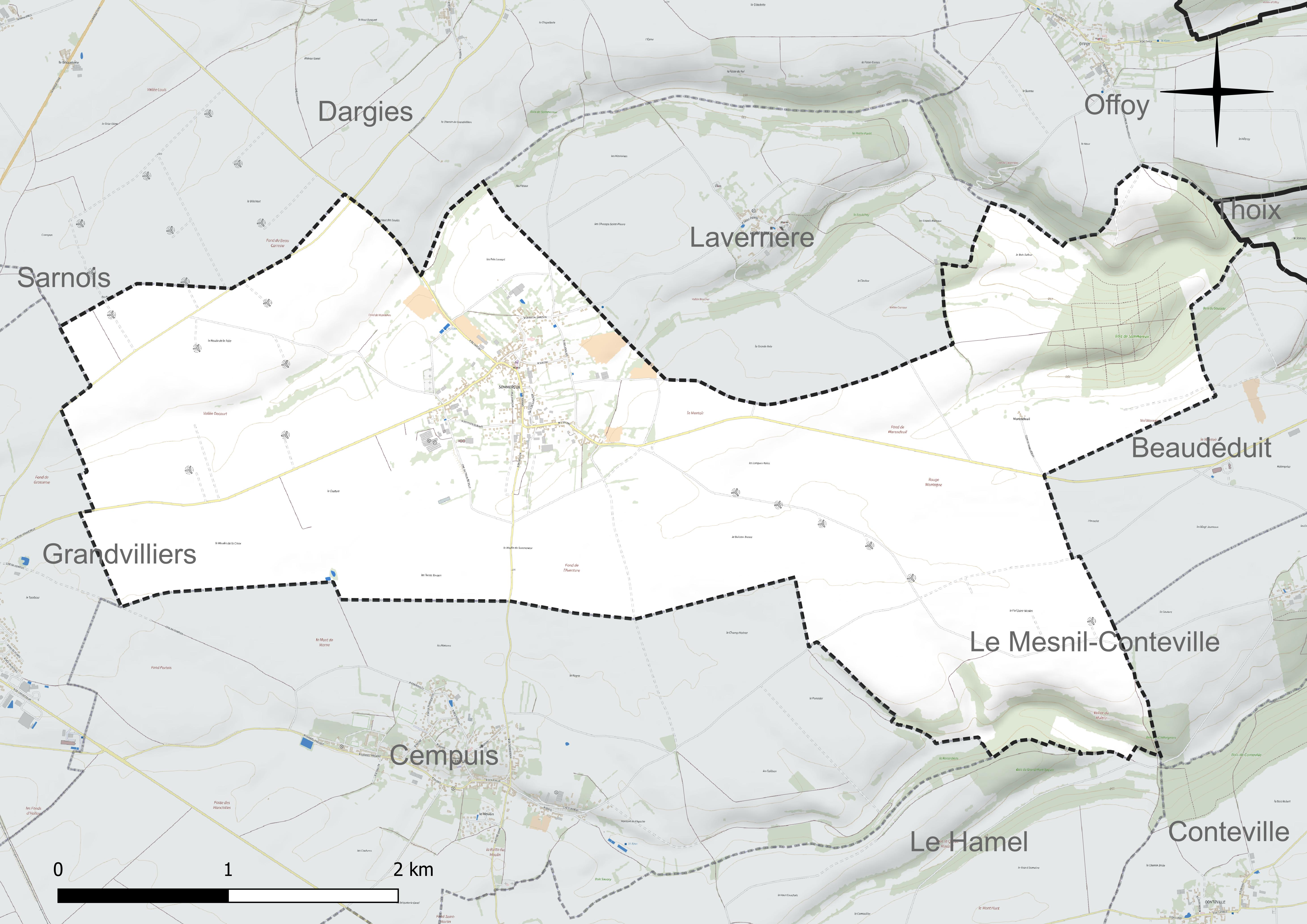
Réseau hydrographique de Sommereux.

### Climat
Pour des articles plus généraux, voir Climat des Hauts-de-France et Climat de l'Oise.
En 2010, le climat de la commune est de type climat océanique dégradé des plaines du Centre et du Nord, selon une étude du CNRS s'appuyant sur une série de données couvrant la période 1971-2000. En 2020, Météo-France publie une typologie des climats de la France métropolitaine dans laquelle la commune est exposée à un climat océanique et est dans une zone de transition entre les régions climatiques « Nord-est du bassin Parisien » et « Côtes de la Manche orientale ».
Pour la période 1971-2000, la température annuelle moyenne est de 9,9 °C, avec une amplitude thermique annuelle de 14,7 °C. Le cumul annuel moyen de précipitations est de 814 mm, avec 12,5 jours de précipitations en janvier et 8,5 jours en juillet. Pour la période 1991-2020, la température moyenne annuelle observée sur la station météorologique la plus proche, située sur la commune de Saint-Arnoult à 13 km à vol d'oiseau, est de 10,4 °C et le cumul annuel moyen de précipitations est de 797,2 mm,. Pour l'avenir, les paramètres climatiques de la commune estimés pour 2050 selon différents scénarios d'émission de gaz à effet de serre sont consultables sur un site dédié publié par Météo-France en novembre 2022.

## Urbanisme

### Typologie
Au 1er janvier 2024, Sommereux est catégorisée commune rurale à habitat dispersé, selon la nouvelle grille communale de densité à sept niveaux définie par l'Insee en 2022.
Elle est située hors unité urbaine. Par ailleurs la commune fait partie de l'aire d'attraction de Beauvais, dont elle est une commune de la couronne,. Cette aire, qui regroupe 162 communes, est catégorisée dans les aires de 50 000 à moins de 200 000 habitants,.

### Occupation des sols
L'occupation des sols de la commune, telle qu'elle ressort de la base de données européenne d'occupation biophysique des sols Corine Land Cover (CLC), est marquée par l'importance des territoires agricoles (91,1 % en 2018), une proportion sensiblement équivalente à celle de 1990 (91,6 %). La répartition détaillée en 2018 est la suivante : 
terres arables (73,1 %), prairies (15,5 %), forêts (6,2 %), zones urbanisées (2,7 %), zones agricoles hétérogènes (2,4 %). L'évolution de l'occupation des sols de la commune et de ses infrastructures peut être observée sur les différentes représentations cartographiques du territoire : la carte de Cassini (XVIIIe siècle), la carte d'état-major (1820-1866) et les cartes ou photos aériennes de l'IGN pour la période actuelle (1950 à aujourd'hui).

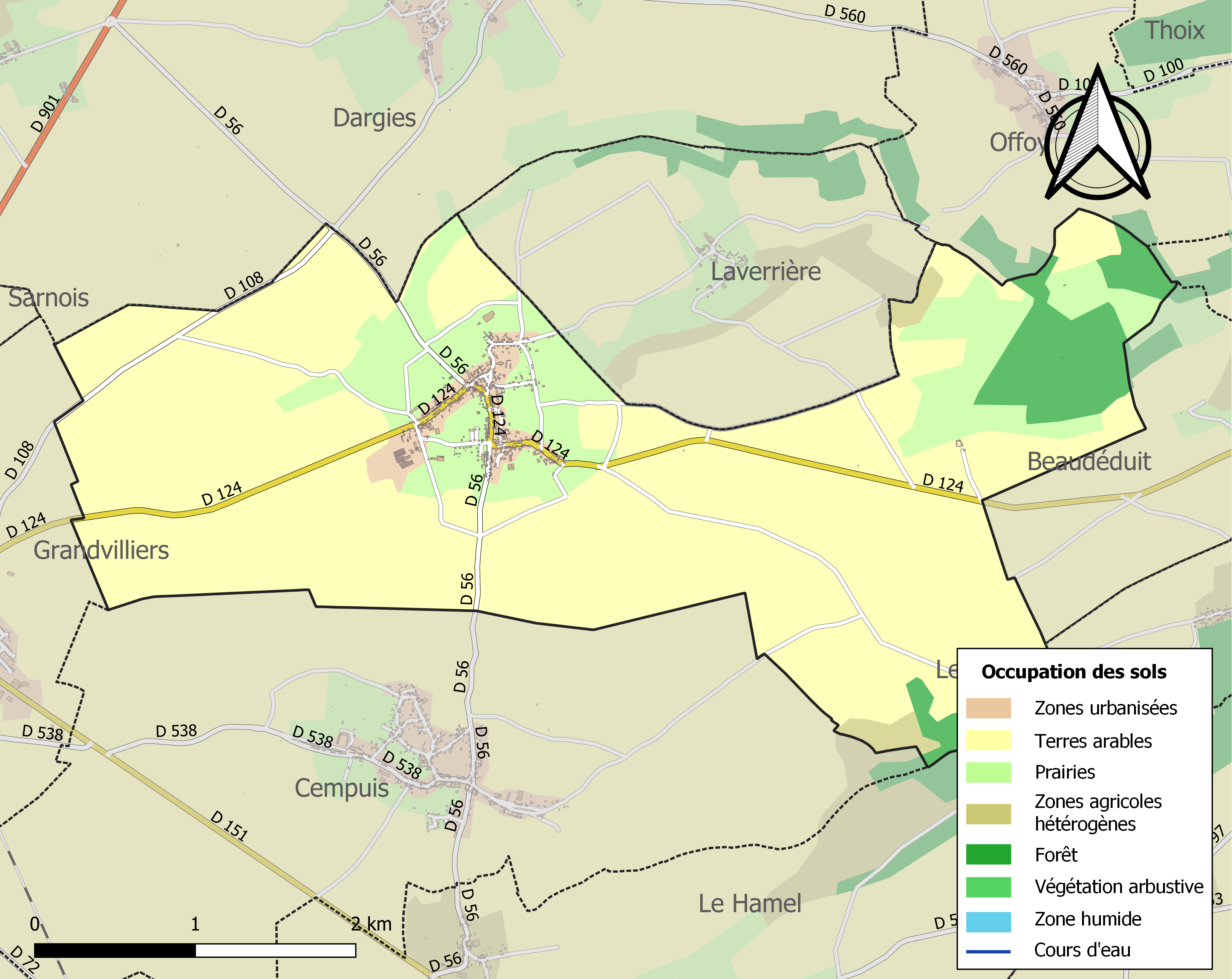
Carte des infrastructures et de l'occupation des sols de la commune en 2018 (CLC).

### Voies de communication et transports
La commune est desservie, en 2023, par les lignes 614, 616, 625, 6103, 6104 et 6113 du réseau interurbain de l'Oise et par la ligne 733 du réseau Trans'80.

## Toponymie
Les formes les plus anciennes attestées du nom sont Sommereulx vers 1135 et Sommerues en 1150.
De l'ancien français som « le sommet, le haut »,, issu du latin summum « point le plus élevé » avec le double suffixe -ar-eolum, ou -erel / -ereau au pluriel à valeur diminutive.
La prononciation locale dialectale picarde est en API [sõmʁø]

## Histoire

### Les Templiers et les Hospitaliers
Sommereux était le siège de la commanderie générale du nord de la France de l'ordre du Temple, sous le nom de Commanderie de Saint-Barnabé. Le village était alors connu sous le nom de Domus Templi de Somoreus ou Sommerues.
La commanderie des Templiers, fondée sans doute avant 1150, ne cesse de s'accroître à la suite de donations de biens et de droits,. Sa prospérité s'arrête avec le concile de Vienne en 1312, avec la dissolution de l'ordre des Templiers par le pape Clément V. le dernier des dix-sept commandeurs de Sommereux, Raoul de Gisy, frère sergent, déposera lors du procès de l'ordre du Temple, les  pratiques sacrilèges et immorales des Templiers
La commanderie est dévolue aux Hospitaliers de l'ordre de Saint-Jean de Jérusalem. Les bâtiments, vastes et nombreux furent en partie détruits par les Anglais lors de la guerre de Cent Ans, au cours de laquelle, selon l'historien Alain Decaux, les milices picardes repoussèrent les Anglais à Sommereux,. La maison conventuelle fut restaurée au XVIe siècle et reconstruite au XVIIIe. C'est le petit manoir qui subsiste.
Le 19 mars 1470, 190 archers et 96 hommes d'armes (souvent Ecossais), sous les ordres de Robert de Coningham, seigneur de Chevieux et de Villeneuve, conseiller et chambellan du Roi, passent en revue à Sommereux pour être payés de leur solde.
Le domaine est confisqué, divisé et vendu comme bien national après la Révolution française de 1789. Dès 1830, seul le bâtiment actuel subsiste, et la municipalité l'acquiert en 1993. Aujourd'hui, il est aménagé en gîtes ruraux et salle de réunion.

### À partir duXIXesiècle
La commune absorba Laverrière en 1827, qui redevint autonome en 1833.

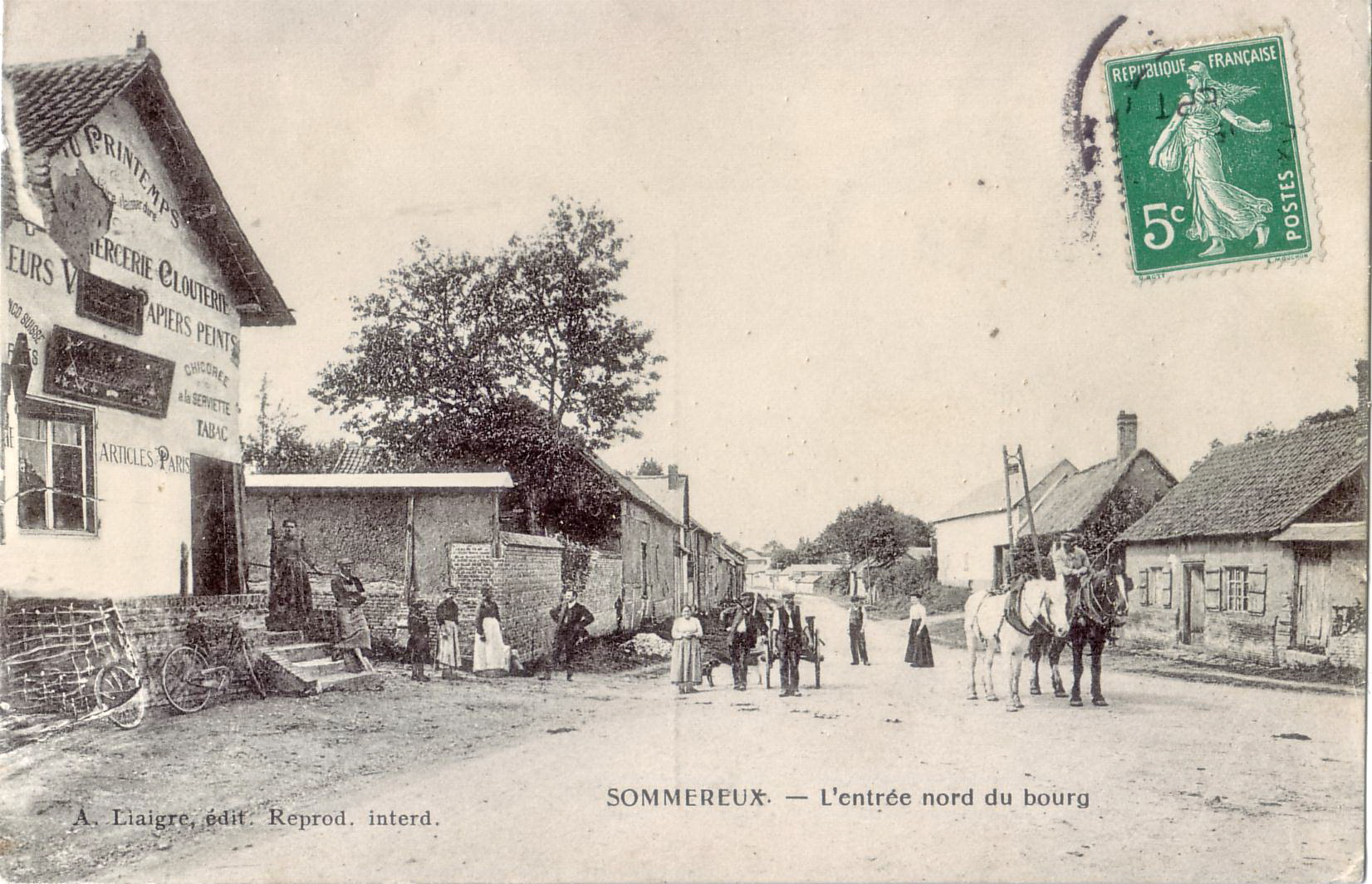
L'épicerie-café, située au carrefoiur des routes de Beaudéduit et de Grez, a été exploitée dans ce bâtiment jusque dans les années 1990.
En ruines, le bâtiment est démoli en 2015/2016.

À la fin de la Première Guerre mondiale, un aérodrome militaire est aménagé en 1918 à la limite de Grandvilliers, sensiblement à l'emplacement des éoliennes actuelles. Il accueille début avril les 5e et 141e escadrilles, équipées de Sopwith, la 207e équipée de Breguet 16, sans doute dans le cadre de la Bataille d'Amiens. À la fin du même mois, le terrain voit passer la 237e escadrille équipée de Sopwith 1½ Strutter puis de Breguet 16, la 286e équipée de SPAD S.XVI, la 21e équipée de 10 Dorand AR.1 puis de SPAD biplaces. La 45e escadrille séjourne au terrain de Grandvilliers/Sommereux du 26 avril au 14 juin 1918, avec ses Breguet 14 A-2, suivie de la 102e, du 26 avril au 9 septembre 1918, avec ses SPAD puis Breguet XIV. D'autres escadrilles stationnent également, plus ou moins longuement, sur ce terrain.
Circonscriptions d'Ancien Régime
Circonscriptions religieuses sous l'Ancien Régime :   Paroisse : Saint-Jean-Aubin • Doyenné : Grandvilliers •  Archidiaconé : Amiens •  Diocèse : Amiens.
Circonscriptions administratives sous l'Ancien Régime : 
Intendance (1789) : Amiens • 
Élection (1789) : Amiens • 
Grenier à sel (1789) : Grandvilliers • 
Coutume : Amiens et Clermont • 
Parlement :  Paris  • 
Bailliage : Amiens et Clermont •
Prévôté : Prévôté royale du Beauvaisis • 
Gouvernement : Picardie.

## Politique et administration

### Rattachements administratifs et électoraux
La commune se trouve dans l'arrondissement de Beauvais du département de l'Oise. Pour l'élection des députés, elle fait partie depuis 1988 de la deuxième circonscription de l'Oise.
Elle fait partie depuis 1801 du canton de Grandvilliers. Dans le cadre du redécoupage cantonal de 2014 en France, ce canton, où la commune est toujours intégrée, s'agrandit et passe de 23 à 101 communes.

### Intercommunalité
La commune est membre depuis 1997 de la communauté de communes de la Picardie verte, qui succède à plusieurs SIVOM, dont celui de Grandvilliers où la commune était déjà adhérente.

### Liste des maires
| Période                                  | Période                   | Identité            | Étiquette | Qualité                        |
| ---------------------------------------- | ------------------------- | ------------------- | --------- | ------------------------------ |
| Les données manquantes sont à compléter. |                           |                     |           |                                |
| 1945                                     | 1965                      | Jean d'Hermy        |           |                                |
| Les données manquantes sont à compléter. |                           |                     |           |                                |
| mars 2001                                | 2014                      | Jean Pierre Heu     | UMP       |                                |
| 2014                                     | En cours (au 5 juin 2020) | Jean-Claude Mercier |           | Réélu pour le manadt 2020-2026 |

### Politique de développement durable
La commune s'est dotée en 2018 d'un système d'assainissement collectif des eaux usées, raccordé à une station d'épuration utilisant des roseaux comme dispositif actif. Cette installation a coûté 2,5 millions d'euros, largement financés par l'agence de bassinet du conseil départemental

## Population et société

### Démographie

#### Évolution démographique
L'évolution du nombre d'habitants est connue à travers les recensements de la population effectués dans la commune depuis 1793. Pour les communes de moins de 10 000 habitants, une enquête de recensement portant sur toute la population est réalisée tous les cinq ans, les populations de référence des années intermédiaires étant quant à elles estimées par interpolation ou extrapolation. Pour la commune, le premier recensement exhaustif entrant dans le cadre du nouveau dispositif a été réalisé en 2005.

En 2022, la commune comptait 480 habitants, en évolution de +1,05 % par rapport à 2016 (Oise : +0,87 %, France hors Mayotte : +2,11 %).
| 1793 | 1800 | 1806 | 1821 | 1831 | 1836 | 1841 | 1846 | 1851 |
| ---- | ---- | ---- | ---- | ---- | ---- | ---- | ---- | ---- |
| 750  | 638  | 761  | 621  | 827  | 703  | 721  | 680  | 649  |

| 1856 | 1861 | 1866 | 1872 | 1876 | 1881 | 1886 | 1891 | 1896 |
| ---- | ---- | ---- | ---- | ---- | ---- | ---- | ---- | ---- |
| 615  | 551  | 534  | 479  | 490  | 471  | 448  | 432  | 408  |

| 1901 | 1906 | 1911 | 1921 | 1926 | 1931 | 1936 | 1946 | 1954 |
| ---- | ---- | ---- | ---- | ---- | ---- | ---- | ---- | ---- |
| 364  | 370  | 376  | 359  | 355  | 305  | 341  | 351  | 362  |

| 1962 | 1968 | 1975 | 1982 | 1990 | 1999 | 2005 | 2006 | 2010 |
| ---- | ---- | ---- | ---- | ---- | ---- | ---- | ---- | ---- |
| 385  | 358  | 333  | 338  | 322  | 408  | 385  | 389  | 398  |

| 2015 | 2020 | 2022 | - | - | - | - | - | - |
| ---- | ---- | ---- | - | - | - | - | - | - |
| 472  | 482  | 480  | - | - | - | - | - | - |

#### Pyramide des âges
La population de la commune est relativement jeune.
En 2018, le taux de personnes d'un âge inférieur à 30 ans s'élève à 38,6 %, soit au-dessus de la moyenne départementale (37,3 %). À l'inverse, le taux de personnes d'âge supérieur à 60 ans est de 19,5 % la même année, alors qu'il est de 22,8 % au niveau départemental.
En 2018, la commune comptait 243 hommes pour 239 femmes, soit un taux de 50,41 % d'hommes, légèrement supérieur au taux départemental (48,89 %).
Les pyramides des âges de la commune et du département s'établissent comme suit.
| Hommes | Classe d’âge | Femmes |
| ------ | ------------ | ------ |
| 0,4    | 90 ou +      | 1,7    |
| 2,9    | 75-89 ans    | 6,3    |
| 14,8   | 60-74 ans    | 13,0   |
| 19,3   | 45-59 ans    | 20,1   |
| 22,2   | 30-44 ans    | 22,2   |
| 14,8   | 15-29 ans    | 17,2   |
| 25,5   | 0-14 ans     | 19,7   |

| Hommes | Classe d’âge | Femmes |
| ------ | ------------ | ------ |
| 0,5    | 90 ou +      | 1,4    |
| 5,5    | 75-89 ans    | 7,6    |
| 15,6   | 60-74 ans    | 16,3   |
| 20,8   | 45-59 ans    | 20     |
| 19,4   | 30-44 ans    | 19,4   |
| 17,6   | 15-29 ans    | 16,2   |
| 20,6   | 0-14 ans     | 19,1   |

## Économie
Si le village a essentiellement une activité agricole, il faut signaler que la briqueterie historique de la commune a rouvert après une liquidation judiciaire. Les briques rouges de pays fabriquées à la presse et autres poteries sont cuites dans un four Hoffmann.

## Culture locale et patrimoine

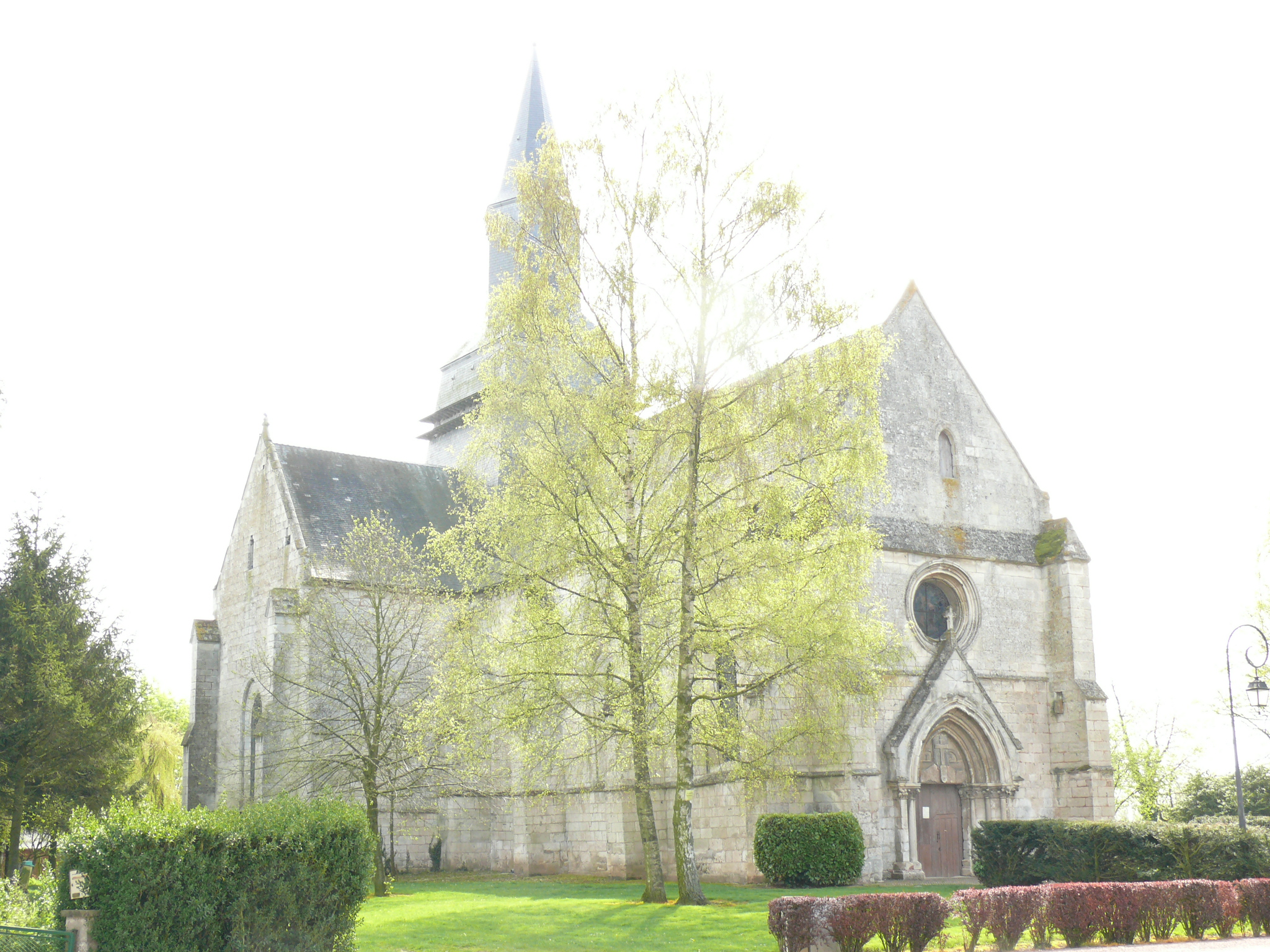
L'église paroissiale Saint-Aubin de Sommereux fut la chapelle de la commanderie de l'ordre du Temple.

### Lieux et monuments
- L'église Saint-Aubin, construite au XIIIe siècle et remaniée au XIVe siècle par le commandeur Jean de Varrines, est l'ancienne chapelle de la commanderie. L'abside et son transept datent du XIIIe siècle, mais la nef, incendiée durant la guerre de Cent Ans, a été reconstruite au XVIIe siècle dans un style classique qui épargna la corniche romane[20],[35].

Ses fonts baptismaux datent du XIIIe siècle.
- La commanderie, grande maison près de l'église où étaient installés les Templiers puis les Hospitaliers, acquise par la municipalité en 1993 et désormais utilisée comme  gîtes ruraux et salle de réunion[20].

L'église Saint-Aubin
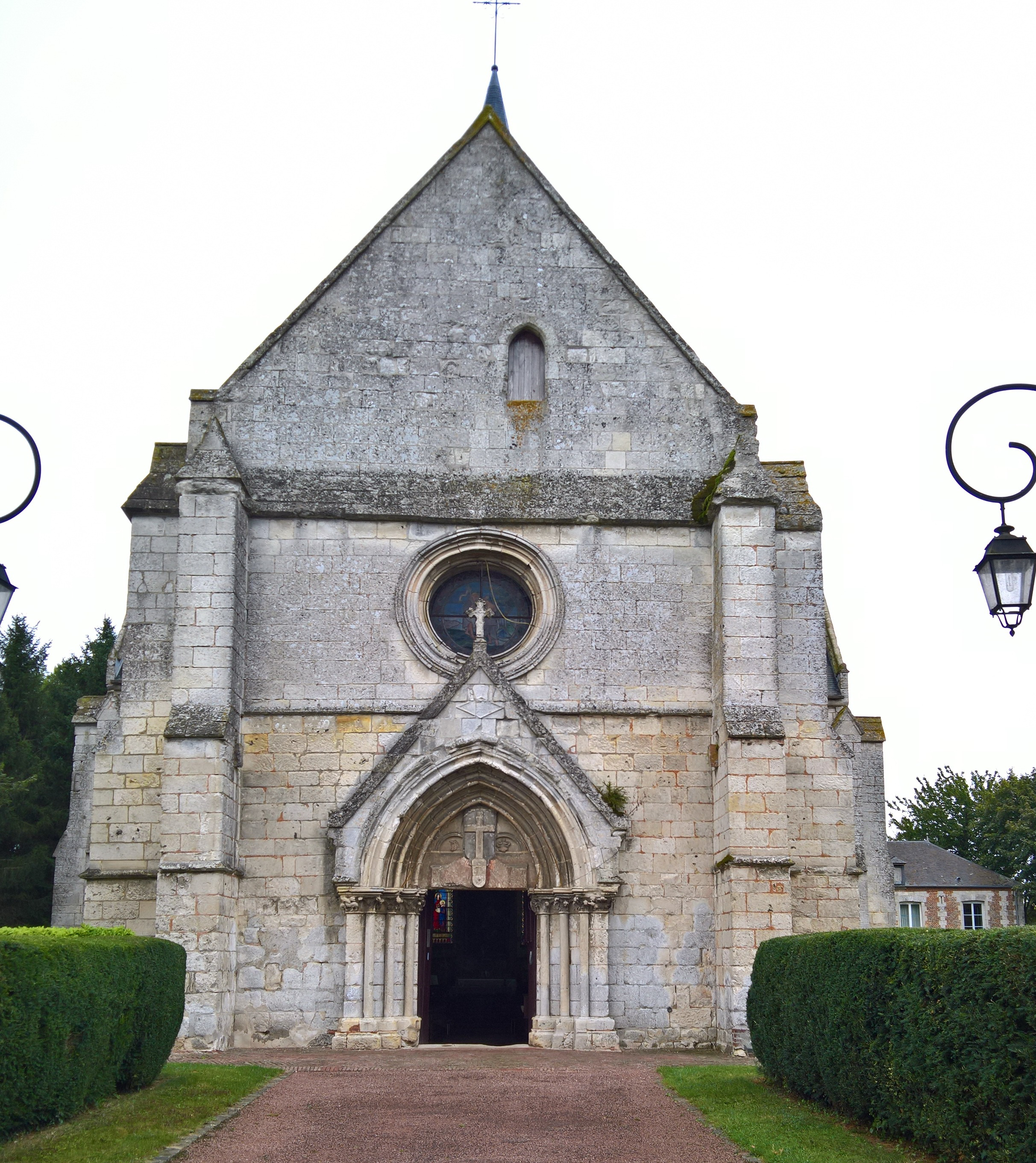
Façade
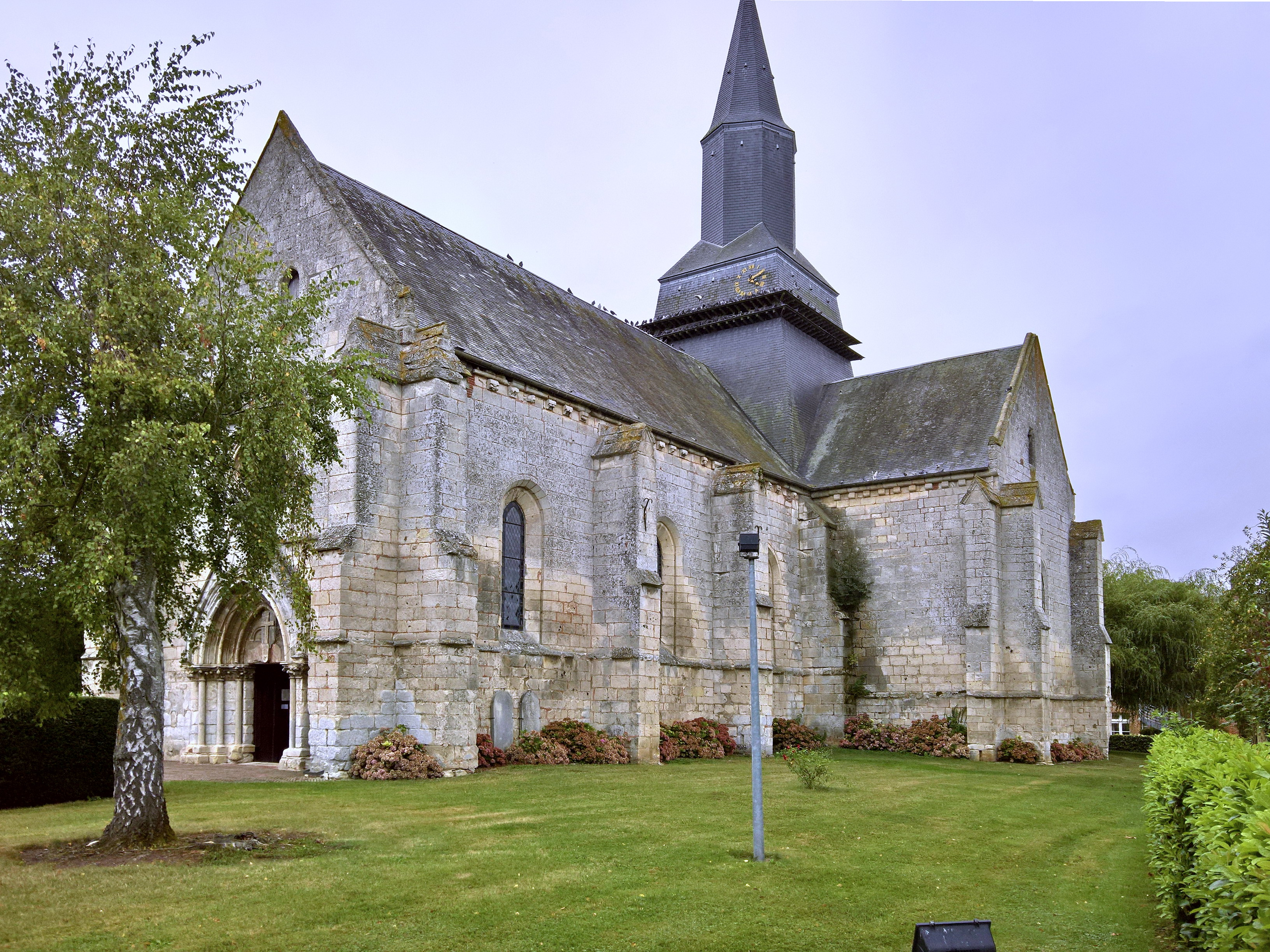
Vue générale
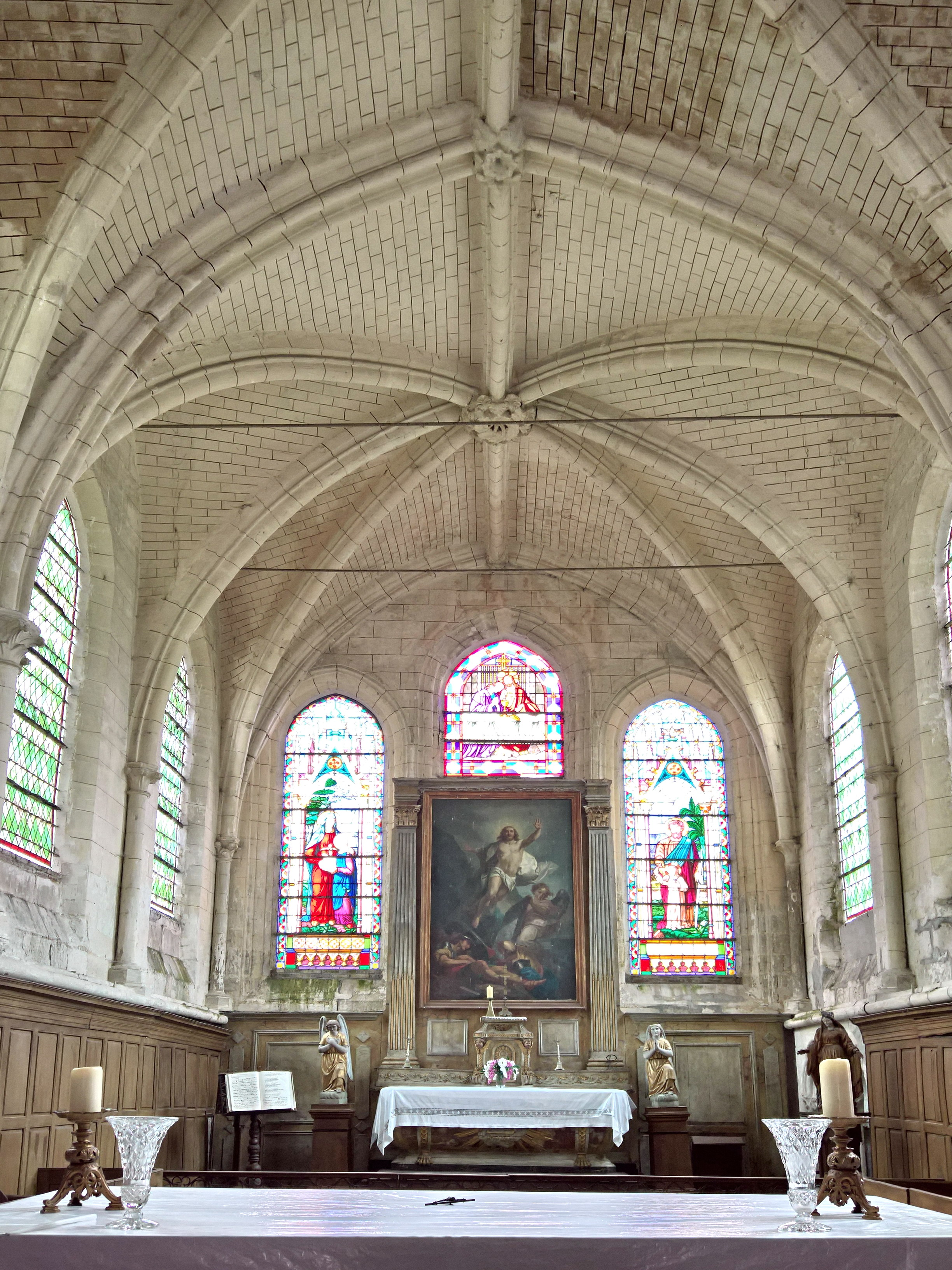
Le chœur
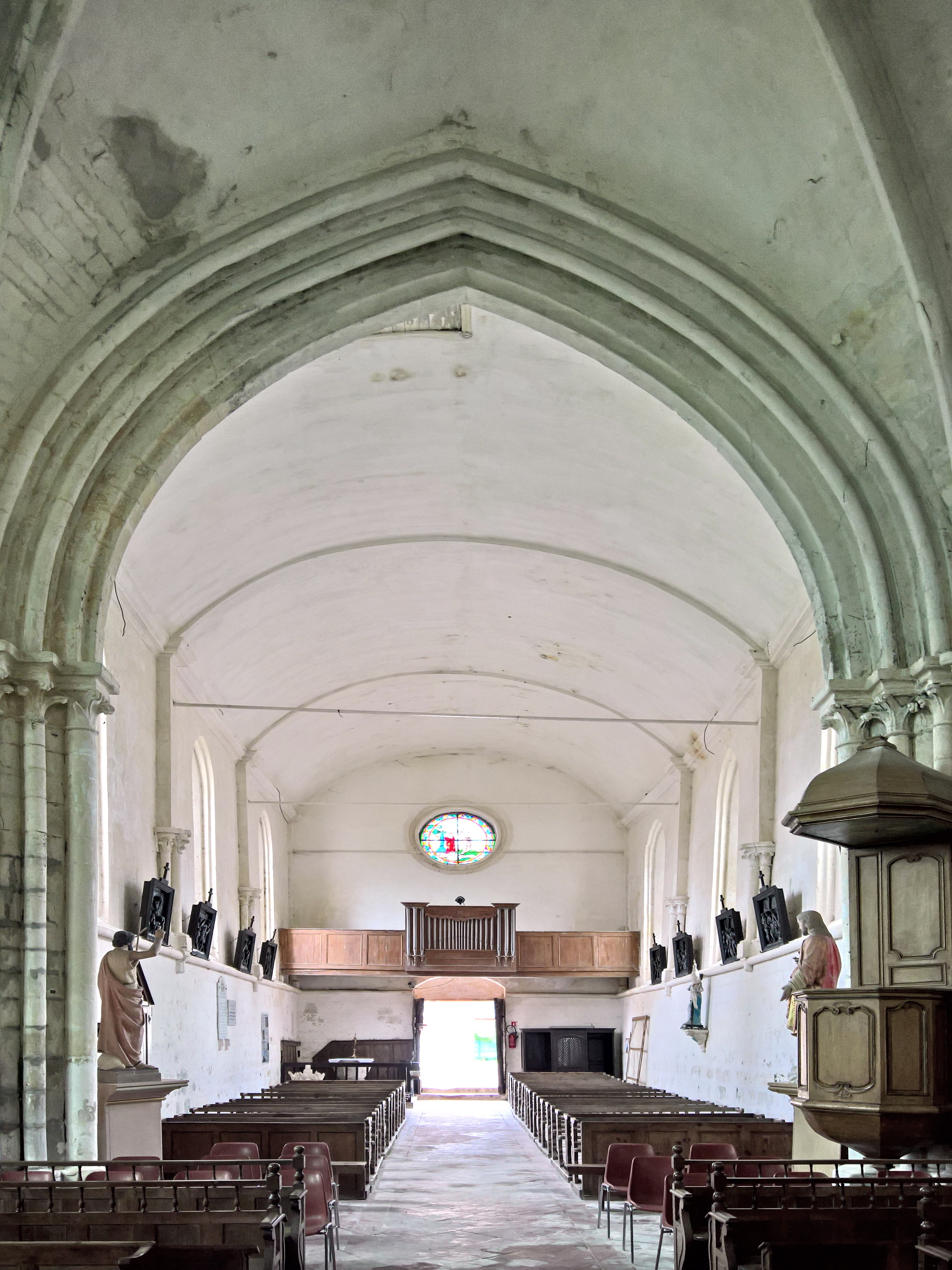
La nef
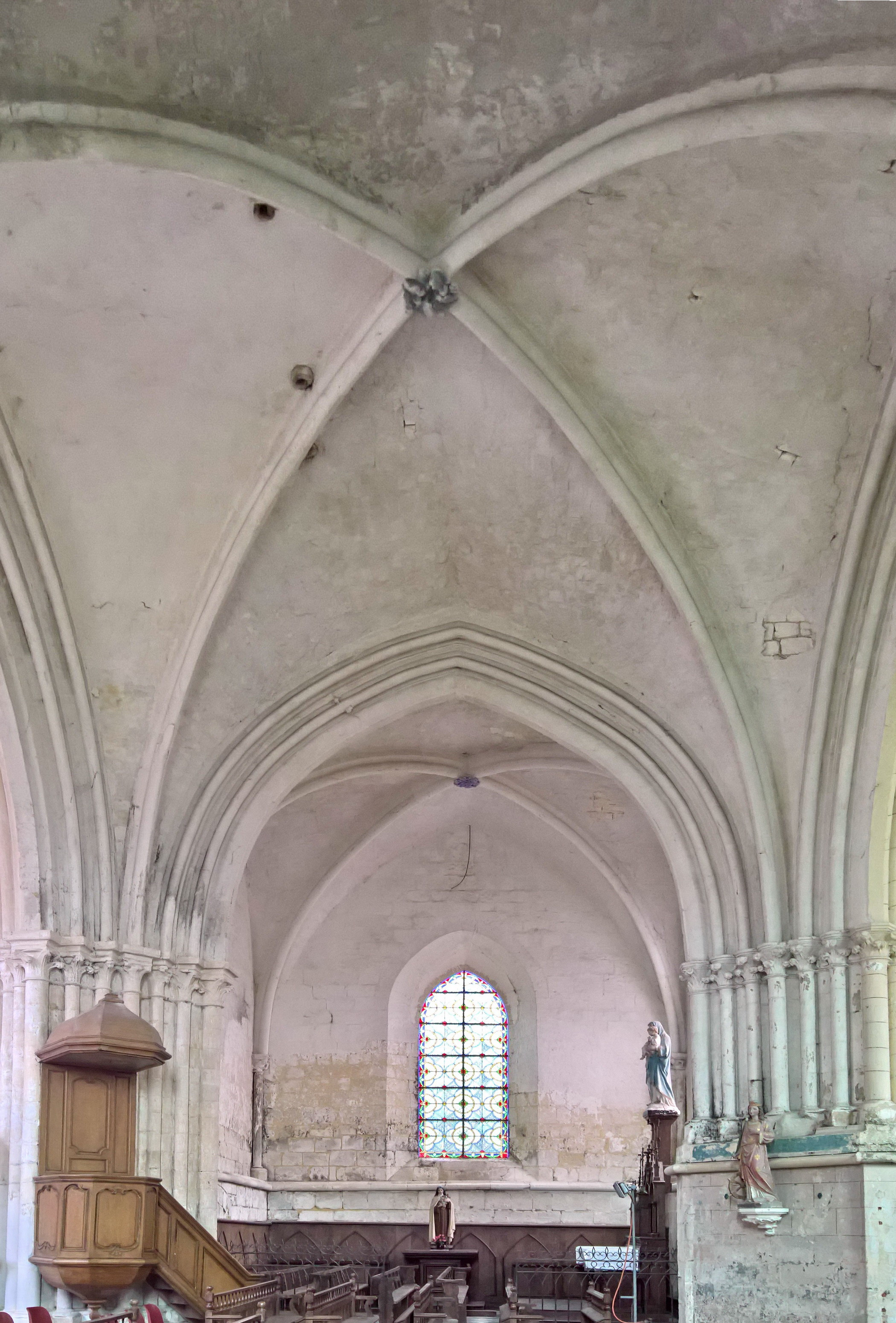
Croisée d'ogives du transept
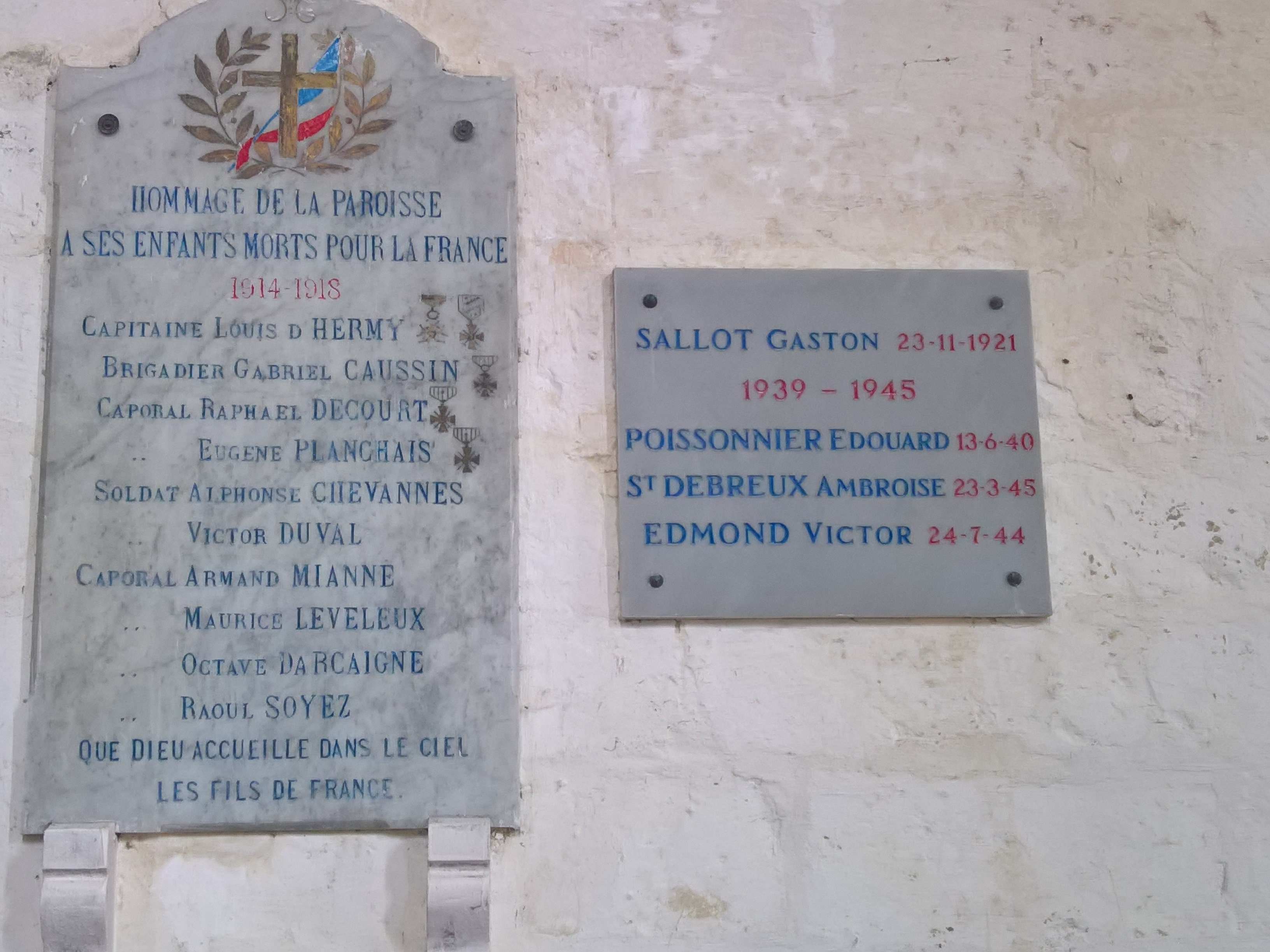
Plaques commémoratives